# Sideridis rubefacta
Sideridis rubefacta är en fjärilsart som beskrevs av Morrison 1874. Sideridis rubefacta ingår i släktet Sideridis och familjen nattflyn. Inga underarter finns listade i Catalogue of Life.